# Забайя
Забайя — вождь аморейського племені, імовірний правитель міста Ларса.

## Правління
Забайя був першим правителем, присутність якого у Ларсі документально підтверджено. Він будував там храми, хоч і мав титул вождя, а не царя. Немає жодних свідчень про те, що він був самостійним правителем Ларси. Очевидно, що він був лише намісником царя Ісіна Ішме-Дагана у східних областях Межиріччя та прикрашав Ларсу як свою резиденцію.